# Irurac bat
Irurac bat fue una publicación periódica editada en la ciudad española de Bilbao en la segunda mitad del siglo XIX.

## Historia
Irurac bat fue una publicación editada en la ciudad vizcaína de Bilbao, fundada por Juan Eustaquio Delmás en la década de 1850. Entre sus directores se contaron Camilo Villavaso y, en sus últimos tiempos, Antonio Sánchez Ramón. Colaboraron en sus páginas, entre otros muchos autores, Niceto de Zamacois, Ramón Ortiz de Zárate o José María de Ugarte. Vinculada ideológicamente al fuerismo liberal, estuvo enfrentada a la publicación carlista Euscalduna. Habría cesado su publicación en 1885.